# Maria Friciolu
Maria Fricioiu, férjezett neve Maria Simion (Golăiești, 1960. március 16. –) olimpiai bajnok román evezős.

## Pályafutása
Az 1984-es Los Angeles-i olimpián kormányos négyesben aranyérmet szerzett társaival. 1979-ben világbajnoki bronz-, 1983-ban és 1985-ben világbajnoki ezüstérmes lett kormányos négyesben.

## Sikerei, díjai
- Olimpiai játékok
  - aranyérmes: 1984, Los Angeles (kormányos négyes)
- Világbajnokság – kormányos négyes
  - ezüstérmes (2): 1983, 1985
  - bronzérmes: 1979